# بلوط انگلمان
بلوط انگلمان (نام علمی: Quercus engelmannii) نام یک گونه از سرده بلوط است.